# Otrava vodou
Otrava vodou případně intoxikace vodou, hyperhydratace (hypoosmolární hyperhydratace), je porucha mozkových funkcí v důsledku nadměrného příjmu vody (obecně hypotonické tekutiny), kdy dochází k naředění krevní plazmy (hyperosmolarita, hyposmolarita) a tím k narušení normální rovnováhy elektrolytů v těle - hyponatremii. V extrémních případech může nadbytek vody způsobit smrt.
Za normálních okolností je nadměrná konzumace vody nepravděpodobná. Případy úmrtí jinak zdravých jedinců jsou dokumentovány ze soutěží v pití vody, ve kterých se účastníci pokoušejí vypít v krátkém čase co nejvíce obyčejné pitné vody, nebo z mučení tzv. vodoléčbou, kdy je oběť násilím nucena vypít velké množství vody (i 5 a více litrů). Další možností jsou časově a fyzicky náročné sportovní výkony, při nichž je konzumováno nadměrné množství tekutin, ale nejsou doplňovány v potřebném množství elektrolyty (ionty). Nedostatek elektrolytů nebo nadbytek vody v organismu může být kromě toho důsledkem zdravotního stavu nebo nesprávné léčby (viz hyponatremie).
Podobně jako jiné látky, se i obyčejná pitná voda může stát jedem, pokud je konzumována ve velkém množství v krátkém časovém období. K otravě vodou většinou dochází, pokud nejsou zároveň dodávány i potřebné minerální látky (elektrolyty), které jsou v průběhu sportovního výkonu z organismu vylučovány potem a močí. Proto se doporučuje i při intenzivním pocení pít nejvýše 1 až 1,5 litru vody za hodinu.
Voda je jednou z nejméně toxických chemických sloučenin, její LD50 u potkanů přesahuje 90 ml/kg. Smrt člověka může způsobit vypití šesti litrů vody v průběhu tří hodin.
Opatrnost je nutná zvláště u nejmenších dětí, vodu je možno podávat pouze v malém množství a až po nasycení mlékem. Byl zaznamenán případ úmrtí kojence, kterému matka podávala vodou ředěné mateřské mléko, protože neměla k dispozici kojeneckou výživu.

## Příznaky a léčba
Voda při jejím nadbytku proniká do buněk, které tak zvětšují svůj objem. Problém to je zejména v případě mozku, kde dochází k otoku a s tím souvisejícím projevům: bolesti hlavy, nevolnost nebo zvracení, závratě, dezorientace, blouznění nebo spavost až bezvědomí (koma). Zároveň dochází ke zvýšení tlaku, zpomalení tepu. Psychické projevy jsou úzkost, neklid nebo naopak apatie. Krevní rozbor ukáže nízký obsah sodíku (pod 130 mmol/l).
Léčba se zaměřuje na ustálení iontové rovnováhy: zamezení příjmu vody, podávání diuretik, pomalá infúze hypertonického roztoku NaCl, důležitý je monitoring životních funkcí.